# Kurt Maßmann
Kurt Ernst August Maßmann (* 22. August 1910 in Hannover; † April 1945 in Berlin) war ein deutscher Schriftsteller, Journalist und Pressefunktionär.

## Leben
Kurt Maßmann wurde im Jahre 1910 in der zum Deutschen Kaiserreich gehörenden Provinz Hannover geboren. In der Weimarer Republik wurde er früh politisch aktiv und bereits nach dem Abitur 1929 Mitglied der SA und trat zum 1. Februar 1930 der NSDAP bei (Mitgliedsnummer 212.791). Er studierte Volkswirtschaftslehre an der Ludwig-Maximilians-Universität München, der Universität Hamburg und der Universität Rostock. Während des Studiums wurde er 1930 Mitglied des Nationalsozialistischen Deutschen Studentenbundes und dessen Hochschulgruppenführer an der Universität Rostock. Maßmann schloss sein Studium mit der Promotion ab und lebte ab 1933 als freier Schriftsteller und Journalist in Hannover, bis er 1937 nach Berlin umzog. Maßmann gehörte dem Kulturkreis der SA an und erreichte den Dienstgrad SA-Hauptsturmführer. Im Jahre 1939 wurde Maßmann Herausgeber der NS-Halbmonatsschrift „Wille zum Reich“. In den Jahren 1941 und 1942 diente er als Kriegsberichter in einer Propagandakompanie beim Deutschen Afrikakorps. Nach einer Verletzung wurde Maßmann in Berlin Mitarbeiter der Reichspressestelle in Berlin, d. h. publizistisch tätig für den vorgesetzten Reichsleiter für die Presse. U. a. bediente er mit seinen Beiträgen das nationalsozialistische Bozner Tagblatt. Er war u. a. Redakteur der Nationalsozialistischen Parteikorrespondenz. Maßmann blieb weiterhin schriftstellerisch belletristisch tätig. Im Jahre 1944 wurde ihm das Kriegsverdienstkreuz 2. Klasse verliehen.
Kurt Maßmann fiel gegen Kriegsende in der Schlacht um Berlin.
In der Sowjetischen Besatzungszone wurde Kurt Maßmann auf die Liste jener Autoren gesetzt, „deren gesamte Produktion endgültig zu entfernen ist“.

## Publikationen
- Wir Jugend! Ein Bekenntnisbuch der deutschen Nachkriegsgeneration, 1933
- Hitlerjugend – neue Jugend! Vom Wege der Jugend in die deutsche Zukunft, 1933
- Ewiges Deutschland! Hymnen der jungen Nation, 1934
- Nationalpolitisches Lesebuch, als Hrsg., Verlag Ferdinand Hirt, Breslau, 1935
- Nationalpolitische Lesestoffe, zus. m. Waldemar Damer (1890–1963), Dr. Georg Rezat, Verlag Ferdinand Hirt, Breslau, 1936
- Die Revolution geht weiter! Vom unsterblichen SA-Geist, 1936
- Wir Verschworenen! Sprüche, Lieder und Hymnen, 1937
- Reichstagung in Nürnberg Neunzehnhundertsechsunddreißig, 1937
- Reichstagung in Nürnberg Neunzehnhundertsiebenunddreißig, 1938
- Trotz Hölle, Tod und Teufel!, 1938
- Püteli Put. Geschichten eines ganz kleinen Kindes, 1938
- Reichstagung in Nürnberg Neunzehnhundertachtunddreißig, 1939
- Die alten Männer wollten Krieg!, 1939
- Große Liebe zu Heidelberg, als Hrsg., 1941
- Der Ostermontag. Schauspiel in 5 Akten, 1944
- Heimat des Herzens, Dresden, 1944